# Пэктусан
Пэктуса́н, также Байтоушань (кор. 백두산?, 白頭山?) или Чанбайша́нь (кит. 长白山) — потенциально активный вулкан на границе КНДР (провинция Янгандо) и КНР (провинция Цзилинь). Гора имеет высоту 2744 м (2750 м) и является высшей точкой Маньчжуро-Корейских гор, а также всей Маньчжурии и Корейского полуострова.

## География
Вулкан находится у границы с Китаем. На вершине горы в кратере вулкана располагается Небесное озеро, из которого берёт своё начало река Сунгари. На склонах вулкана также находятся истоки рек Тумыньцзян и Ялуцзян.
Гора растёт примерно на 3 мм в год из-за подъёма магмы под её центральной частью. Самая высокая часть покрыта снегом около 8 месяцев в году. До 1800 м склон пологий. Из пиков, окружающих кальдеру, 16 поднимаются выше 2500 м.
В 1959 году на корейской части вулкана был создан самый большой заповедник Кореи, а на год позже с китайской стороны был основан природный резерват. В 1979 году они были объединены в международный биосферный заповедник.

## Флора и фауна
На этой горе люди издавна собирали корень дикорастущего женьшеня. В Китае он считается одним из «трёх сокровищ» горы Чанбайшань. Здесь появилось немало народных легенд о женьшене, например, «Женьшень-оборотень». В 1982 году здесь был найден корень женьшеня весом 460 граммов, хранящийся в Доме народных собраний.

## Климат
Среднегодовая температура на вершине составляет около −8,3 °C. Летом температура может подниматься до 18 °C, а зимой — опускаться до −48 °C. Средняя скорость ветра 11,7 м/с, средняя влажность — 74 %. За последние десятилетия хорошо заметны эффекты потепления климата в виде сильного уменьшения снежной шапки в летнее время.

## Название
Корейское название Пэктусан (кор. 백두산?, 白頭山?), означает «белоголовая гора». Китайское название Чанбайшань (кит. 长白山) (Байтоушань является китайской транскрипцией слова Пэктусан) и маньчжурское Гольмин Шангиян Алин (маньчж. ᡤᠣᠯᠮᡳᠨ 
ᡧᠠᠩᡤᡳᠶᠠᠨ 
ᠠᠯᡳᠨ) означают «вечно белая гора». Монгольское название Ондор Цагаан Оола переводится как «высокая белая гора».

## История
Предполагается, что кратер возник в результате сильного извержения в 7 баллов (сопоставимо со взрывами вулканов Санторин в 1642 году до нашей эры и Тамбора в 1815 году). Извержение вулкана произошло около 946 года и привело к выбросу примерно 23 км³ горных пород, а также 45 млн тонн серных газов и двух млрд тонн воды. Это примерно в 20 раз больше, чем указывают отложения льда этого времени в Гренландии.
Вулкан неоднократно проявлял активность — извержения были в 1597 году (пепел этого извержения был найден в южной части острова Хоккайдо), а также в 1668 и 1702 годах. Последнее извержение произошло в 1903 году (взрывы с выбрасыванием камней и газов).

## Символическое значение
Гора считается священной у жителей обеих стран. Пэктусан упоминается в тексте национальных гимнов КНДР и Республики Корея.

### Китай
Гора упоминается в древних книгах, в том числе в Хоу Ханьшу под разными именами. Современное название укрепилось в период династии Цзинь.

### Корея
В соответствии с корейской легендой, на гору с небес спустился Хванун, отец основателя первого корейского государства Кочосон.
КНДР
Официальная биография Ким Чен Ира утверждает, что он родился около Небесного озера.
В 1992 году на одном из окружающих кратер вулкана пиков, Хяндобон, государственными скульпторами была выбита огромная надпись шириной 216 метров: «Пэктусан, Святая гора Революции. — Ким Чен Ир. 16 февраля 1992 г.» (혁명의 성산 백두산. 김정일. 1992년 2월 16일 새김) Изображение Пэкту украшает герб Корейской Народно-Демократической Республики.

## Галерея

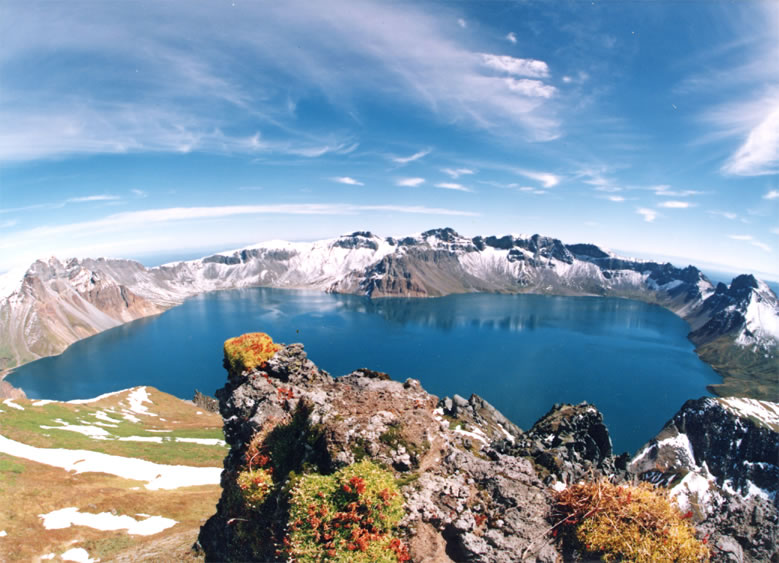
Кратерное озеро Тяньчи (Чхонджи) на горе Пэктусан
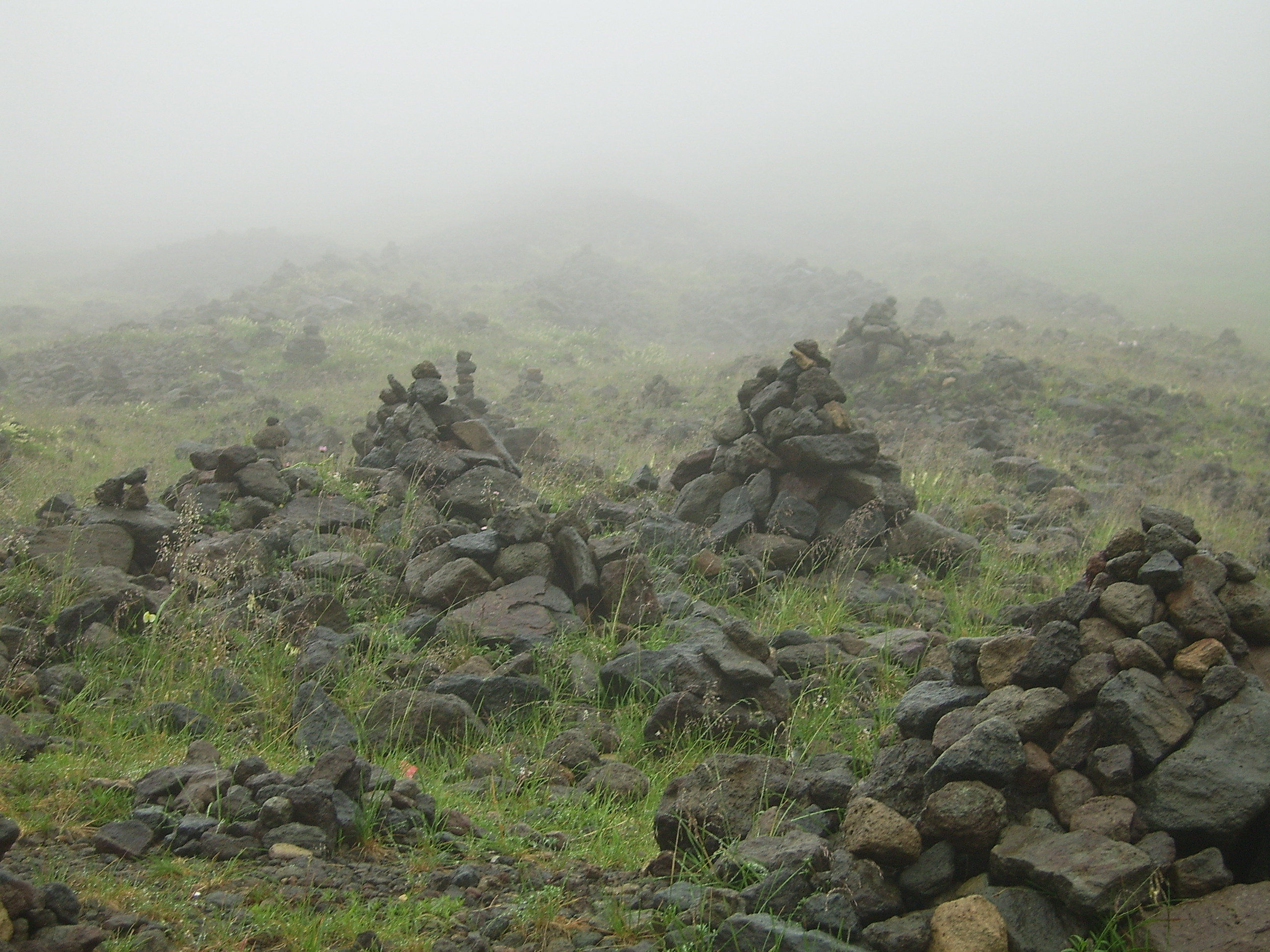
Каирны
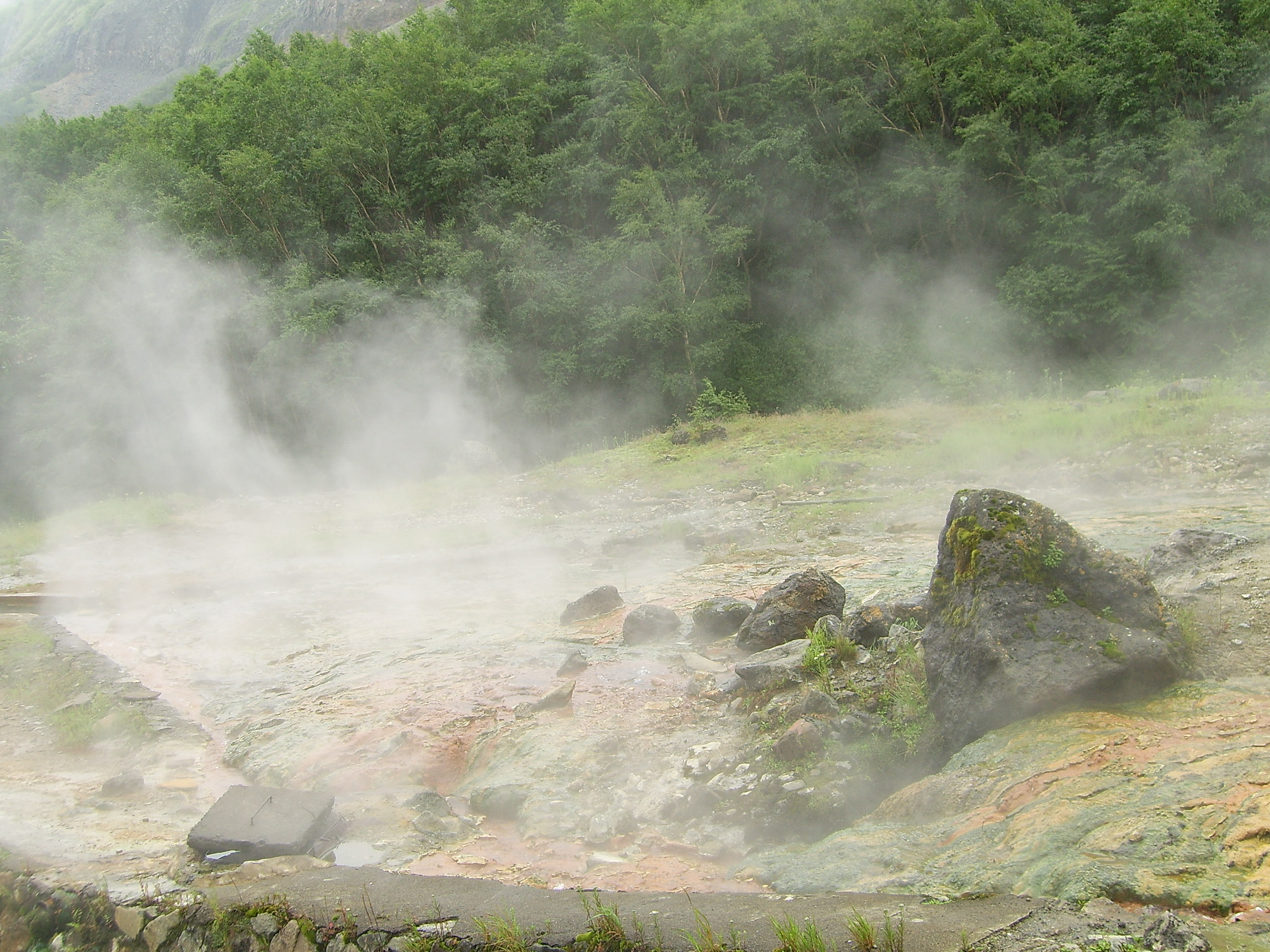
Горячий источник Чанбай
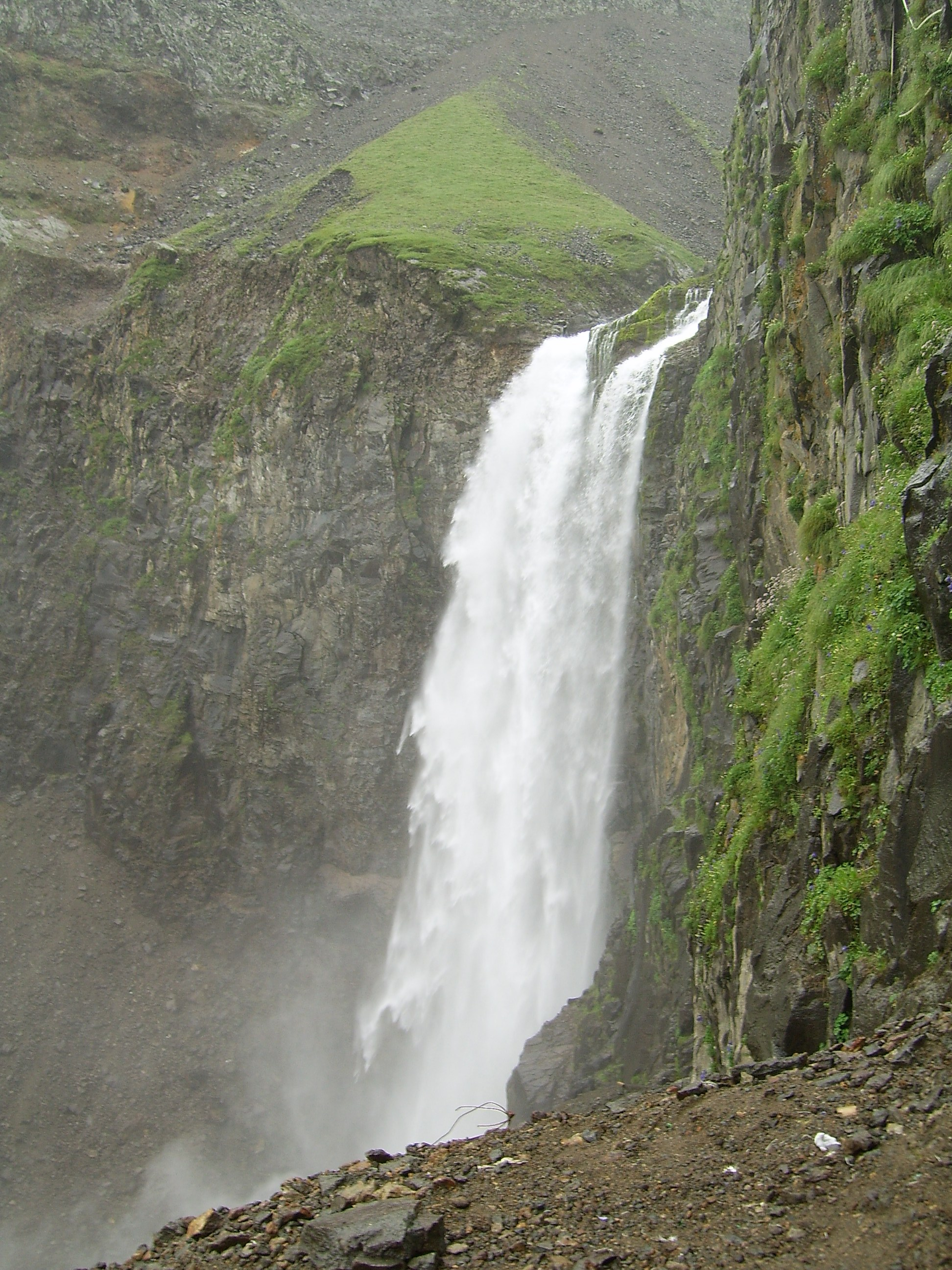
Водопад Чанбай
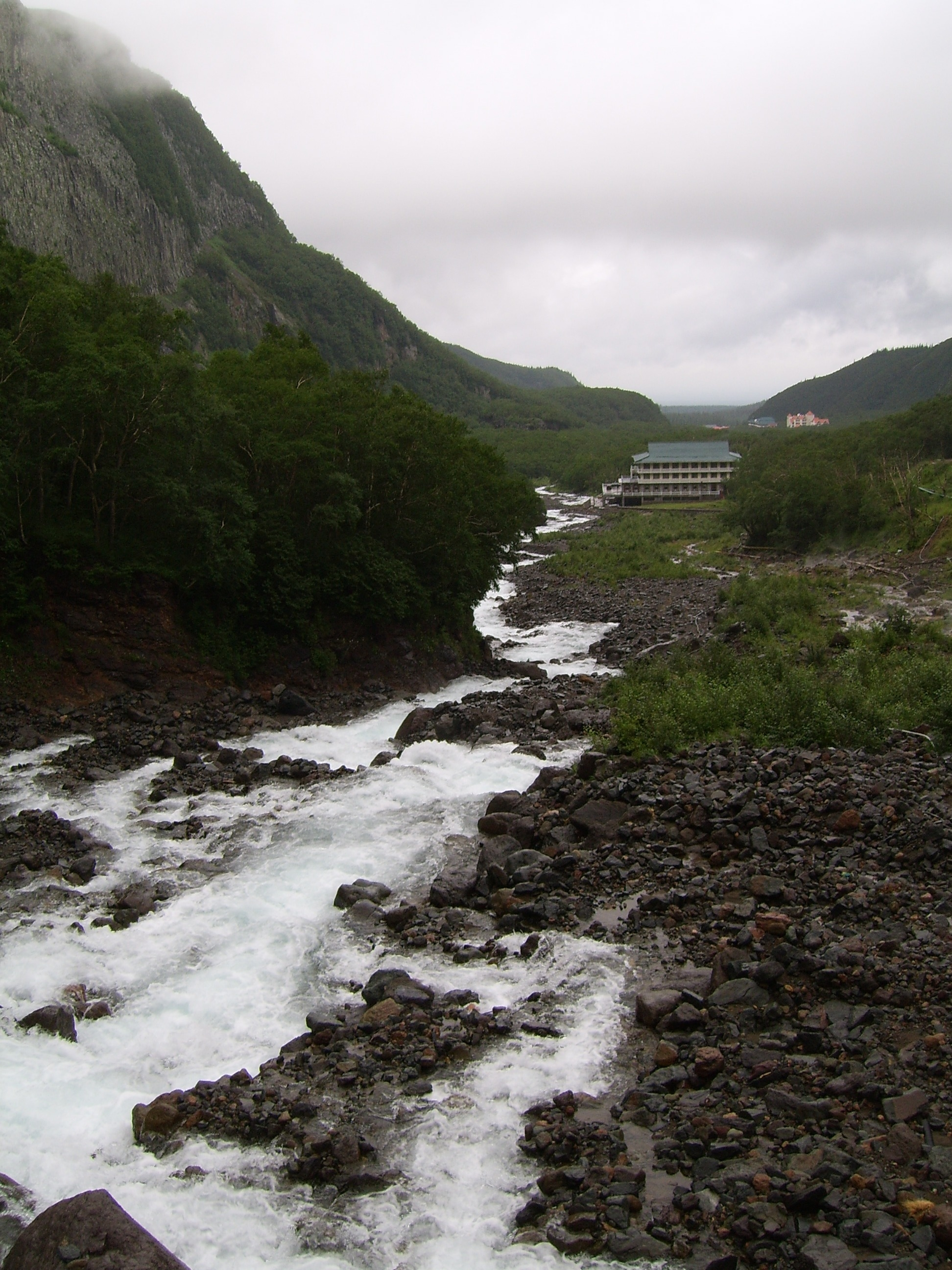
Река